# SF 1500
Der Typ SF 1500 ist ein für die schwedische Reederei Destination Gotland, eine Tochtergesellschaft der Rederi AB Gotland, gebauter Fährschiffstyp, von dem zwei Einheiten gebaut wurden.

## Geschichte
Der Schiffstyp wurde von Knud E. Hansen in Helsingør entworfen. Die Schiffe wurden im Juni 1999 bestellt. Bauwerft war die chinesische Werft Guangzhou Shipyard International Co. in Guangzhou. Die Schiffe waren die ersten Passagierschiffe, die auf der Werft gebaut wurden. Die beiden ebenfalls auf der Werft Guangzhou Shipyard International Co. für die Reederei Destination Gotland gebauten und 2018 bzw. 2019 abgelieferten Fähren des Typs SF 1650 basieren auf diesem Schiffstyp.
Die im Januar bzw. Oktober 2003 abgelieferten Schiffe wurden auf den Fährverbindungen von Oskarshamn bzw. Nynäshamn nach Visby auf Gotland in Dienst gestellt. Sie ersetzten die Anfang der 1980er-Jahre gebauten und ab 1998 auf den Strecken nach Visby verkehrenden Fähren Visby und Thjelvar.
Im Dezember 2020 wurde die Visby an DFDS verchartert, die sie zunächst bis Mai 2021 auf der Anfang 2021 als Reaktion auf den EU-Austritt des Vereinigten Königreichs aufgenommenen Fährverbindung zwischen Dunkerque und Rosslare und damit unter Umgehung der Landbrücke durch das Vereinigte Königreich einsetzte. Im Februar und März 2021 wurde auch die Drotten in Charter von DFDS auf der gleichen Strecke eingesetzt. Anschließend kehrte die Drotten in die Ostsee zurück und wurde wieder auf der Verbindung zwischen Nynäshamn und Visby eingesetzt. Die Visby verkehrte weiter für DFDS zwischen Frankreich und Irland. Sie wurde Anfang 2022 in Visborg umbenannt. 2023 wurde die Fähre an die spanische Reederei Baleària verchartert und zunächst zwischen Almería und Nador eingesetzt.
Die Drotten verkehrte ab dem 30. August 2021 auf der neu aufgenommenen Verbindung zwischen Nynäshamn und Rostock, die von der Rederi AB Gotland als Hansa Destinations vermarktet wurde. Auf der südgehenden Reise freitags ab Nynäshamn und auf der nordgehenden Reise samstags ab Rostock wurde auch Visby angelaufen. Wegen hoher Treibstoffkosten wurde die Verbindung 2023 nicht mehr bedient und das Schiff auf anderen Linien der Reederei eingesetzt.

## Beschreibung
Die Schiffe werden von vier Wärtsilä-Dieselmotoren (Typ: 12V46) mit jeweils 12.600 kW Leistung angetrieben, von denen jeweils zwei über ein Untersetzungsgetriebe auf einen Verstellpropeller wirken. Die Schiffe sind mit zwei elektrisch angetriebenen Bugstrahlrudern ausgestattet. Für die Stromerzeugung an Bord stehen zwei von den Hauptmotoren angetriebene Wellengeneratoren sowie drei von Wärtsilä-Dieselmotoren (Typ: 9L20) angetriebene Generatoren zur Verfügung. Als Notgenerator dient ein von einem Cummins-Dieselmotor (Typ: KTA38) angetriebener Generator. Die Schiffe sind mit einem SCR-Abgasbehandlungssystem zur Reduktion von Stickoxiden ausgerüstet.
Die Schiffe verfügen über zwei Fahrzeugdecks mit 1750 Spurmetern. Die Fahrzeugdecks auf Deck 3 und Deck 5 sind über Rampen miteinander verbunden. Die Be- und Entladung der Schiffe erfolgt über Bug- bzw. Heckrampen auf dem Hauptdeck auf Deck 3. Vor der Bugrampe befindet sich ein seitlich öffnendes Bugvisier.
Über den Fahrzeugdecks befinden sich vier weitere Decks. Auf zwei der Decks, Deck 7 und Deck 8, sind die Einrichtungen für die Passagiere untergebracht. Auf Deck 7 befinden sich unter anderem Räume mit Ruhesesseln und Sitzplätze an Tischen, ein Restaurant, ein Bistro und ein Laden. Auf Deck 8 sind Passagierkabinen sowie ein Konferenzraum untergebracht. Außerdem befindet sich hier ein Sonnendeck. Auf den beiden darüber liegenden Decks sind Räume für die Schiffsbesatzung und Schiffsbetriebsräume untergebracht. Die Brücke befindet sich auf Deck 9 im vorderen Bereich der Schiffe.
Der Rumpf der Schiffe ist eisverstärkt (Eisklasse 1A).

## Schiffe
| SF 1500 | SF 1500 | SF 1500     | SF 1500                                        | SF 1500                    |
| Bauname | Baunr.  | IMO- Nummer | Kiellegung Stapellauf Ablieferung              | Umbenennungen und Verbleib |
| ------- | ------- | ----------- | ---------------------------------------------- | -------------------------- |
| Visby   | 9130004 | 9223784     | 29. November 2000 3. Juli 2001 27. Januar 2003 | 2022: Visborg              |
| Gotland | 9130005 | 9223796     | 9. Juli 2001 Dezember 2001 8. Oktober 2003     | 2020: Drotten              |

Die Schiffe fuhren zunächst unter schwedischer Flagge mit Heimathafen Visby. Die mittlerweile als Visborg eingesetzte ehemalige Visby wurde im Sommer 2021 unter die Flagge Maltas mit Heimathafen Valletta gebracht.